# 隆国强
隆国强（1966年—），男，湖南邵阳人，中国经济学家，现任国务院发展研究中心副主任，中共十九大代表。